# Браславский, Борис Яковлевич
Бори́с Я́ковлевич Брасла́вский (23 октября 1936, Днепродзержинск — 28 октября 2012, Санкт-Петербург) — российский педагог, бард, поэт и композитор. Дипломант Грушинского фестиваля авторской песни, трижды лауреат Ильменского фестиваля авторской песни. Основатель и первый президент Магнитогорского КСП. С 1996 жил в г. Санкт-Петербурге.

## Биография
Борис Браславский родился 23 октября 1936 года в Днепродзержинске.
В начале Великой Отечественной войны был эвакуирован в Магнитогорск.
Окончил Саратовский сельскохозяйственный институт (ныне — аграрный университет) по специальности агроном.
В 1968 году сочинил первую песню: «Была у нас команда...»
Работал главным агрономом Магнитогорского плодопитомнического совхоза.
С 1965 по 1996 год работал учителем биологии в средней школе №25.
В 1970-х годах организовал и возглавил Магнитогорский Клуб самодеятельной песни.
Является членом Клуба песни «Восток».
В 1980-х — 1990-х годах Борис Браславский являлся членом жюри фестивалей авторской песни в Оренбурге, Кургане, Магнитогорске, Челябинске.
В 1994 году в магнитогорском издательстве «АРС-Экспресс» вышла книга песен и стихов Браславского «Ласковый костёр». 
В 1996 году Браславский переехал в Санкт-Петербург.
Умер 28 октября 2012 года в Санкт-Петербурге.

## Литературно-музыкальная деятельность

### Популярнейшие песни
Все свои песни Борис Браславский написал на собственные тексты (за исключением одной, написанной на стихи поэта Владилена Машковцева).
- А утром в белой пене простыней...
- Девчонка
- Дым
- Затянувшийся роман
- Ищите новые пути...
- Красивые женщины
- Мы до старости мальчики...
- На тебя смотрю, а мне кажется...
- Обрастаю стихами я...
- Рождение стиха
- Синенькая песенка
- Страна звёзд
- Узелок
- Утро
- Чудаки

### Записи
- В 2005 году ансамбль «Белый день» выпустил диск «Лейся песня», где исполняет песню «Дым» Бориса Браславского. Песня указана народной.
- В 2009 году песня «Дым» в исполнении Сергея Любавина включена в диск «Калина красная - 17» тоже как народная.
- В 2013 году вышел двойной диск "Ласковый костёр".

### Книги
1. 1994 — Ласковый костёр (песни, стихи). — Магнитогорск, «АРС-Экспресс», 184 с. Тираж: 100 экз. ISBN 5-7114-0504-7
2. Одна печатная работа по биологии[какая?][источник не указан 175 дней].

## Награды
- Две правительственные награды[какие?].
- Диплом Грушинского фестиваля авторской песни в номинации «Автор песен» (1977)
- I премия Ильменского фестиваля авторской песни в номинации «Автор песен» (1976, 1978, 1980)
- Нагрудный знак «Отличник народного образования»